# Freie Münchner und Deutsche Künstlerschaft
Die Freie Münchner und Deutsche Künstlerschaft e. V. ist ein Zusammenschluss bildender Künstler aus München, Deutschland und der übrigen Welt. Sie organisiert die jährliche Ausstellung Kunstsalon, früher Herbstsalon, im Münchner Haus der Kunst.

## Geschichte
Der Verein wurde 1959 in München mit dem Ziel gegründet, zeitgenössischen Künstlern möglichst vieler Stilrichtungen Gelegenheit zu geben, ihre Werke im Haus der Kunst auszustellen; damit sollte an die Tradition des Münchner Glaspalasts angeknüpft werden. Zu den Gründungsmitgliedern der Vereinigung gehörten bekannte Künstler wie Hans Jürgen Kallmann und Günter Voglsamer; Voglsamer wurde erster und langjähriger Präsident der Vereinigung. Seit 1961 finden die von der Freien Münchner und Deutschen Künstlerschaft organisierten Ausstellungen im Haus der Kunst statt, zunächst unter dem Titel Herbstsalon, dann als Kunstsalon und Neuer Kunstsalon; die Ausstellung zum 50. Jubiläum im Herbst 2009 trug den Titel Kunstsalon Herbst 2009. An den bisherigen Ausstellungen waren weniger in der Öffentlichkeit stehende Künstler beteiligt, aber auch viele bekannte wie Otto Dix, Horst Haitzinger, Gerhard Merz, Jürgen Reipka und Andreas von Weizsäcker oder – bereits Anfang der 1960er Jahre – die Künstler der Gruppe SPUR Lothar Fischer, Heimrad Prem und Helmut Sturm.

## Zielsetzung und Grundhaltung
Die Vereinigung möchte zeitgenössische, innovative Kunst aus dem Blickwinkel der Aktiven zeigen. Zu dieser Zielsetzung gehört das Prinzip der Künstlerselbstverwaltung und der Anspruch, möglichst großem Pluralismus Raum zu geben und dem Künstler ein Forum zu bieten, in dem er seine Werke präsentieren kann, ohne dabei kommerziellen oder anderen Zwängen zu unterliegen. Die Vereinigung sieht sich ausdrücklich in der Tradition des Münchner Glaspalasts, möchte handwerkliches Können in einer Zeit des Virtuellen wieder in das nähere Blickfeld rücken. Besonderen Wert legt die Freie Münchner und Deutsche Künstlerschaft auf einen engen Kontakt zur Akademie der Bildenden Künste Nürnberg und zur Münchner Kunstakademie.

## Verein
Etwa 70 Künstler sind Mitglieder. Dem Vorstand gehören Christoph Haußner, Ninon Voglsamer und Sibylle Seiler-Senft an.